# Живровал
Живровал (фр. Givrauval) насеље је и општина у североисточној Француској у региону Лорена, у департману Меза која припада префектури Бар ле Дик.
По подацима из 2011. године у општини је живело 333 становника, а густина насељености је износила 34,37 становника/km². Општина се простире на површини од 9,69 km². Налази се на средњој надморској висини од 231 метар (максималној 359 m, а минималној 224 m).

## Демографија
| 1962. | 1968. | 1975. | 1982. | 1990. | 1999. | 2011. |
| ----- | ----- | ----- | ----- | ----- | ----- | ----- |
| 252   | 263   | 265   | 284   | 277   | 275   | 333   |

График промене броја становника у току последњих година